# Brachynotus gemmellari
Brachynotus gemmellari is een krabbensoort uit de familie van de Varunidae. De wetenschappelijke naam van de soort is voor het eerst geldig gepubliceerd in 1839 door Rizza.